# Odontarrhena tortuosa subsp. cretacea
Odontarrhena tortuosa subsp. cretacea (возможное русскоязычное название Одонтаррена извилистая подвид критская) — вид многолетних растений из рода Odontarrhena семейства Капустные (Brassicaceae). До существенной ревизии рода Бурачок в 2015 году фигурировал под синонимичным названием Бурачо́к голоно́жковый (лат. Alýssum gymnopódum).

## Ареал и среда обитания
Волго-Донской эндемик. Произрастает на юго-востоке европейской части России и соседней Украины. В России встречается в Самарской, Курской, Воронежской, Саратовской, Ростовской и Волгоградской областях. На Украине в Донецкой области.
Встречается в каменистых меловых степях по склонам южной экспозиции на меловом рухляке.

## Описание
Многолетнее растение. Представляет собой полукустарник. Цветок — актиноморфный в соцветии. Цветет в мае. Плод — стручок.

## Охрана
В России включен в Красные Книги Ростовской области и Ульяновской области, так же включен в Красную Книгу Украины и Красную Книгу Донецкой области.

## Классификация

### Таксономия[3]
Odontarrhena tortuosa subsp. cretacea (Kotov) Španiel, Al-Shehbaz & Marhold, 2015, Pl. Syst. Evol. 301: 2487
Подвид Одонтаррена извилистая подвид критская относится к виду Одонтаррена (Odontarrhena) рода Одонтаррена (Odontarrhena) семейства Капустные (Brassicaceae) порядка Капустоцветные (Brassicales). Кладограмма в соответствии с Системой APG IV по состоянию на июнь 2023 года:
|  |                                      |  |                                   |                                   |                     |  | ещё 16 семейств | ещё 16 семейств |                        |  |                                        |  | еще 84 подтвержденных вида и 4 таксона, ожидающих подтверждения | еще 84 подтвержденных вида и 4 таксона, ожидающих подтверждения |  |
|  |                                      |  |                                   |                                   |                     |  | ещё 16 семейств | ещё 16 семейств |                        |  |                                        |  | еще 84 подтвержденных вида и 4 таксона, ожидающих подтверждения | еще 84 подтвержденных вида и 4 таксона, ожидающих подтверждения |  |
|  |                                      |  |                                   | порядок Капустоцветные            |                     |  |                 |                 | род Одонтаррена        |  |                                        |  |                                                                 |                                                                 |  |
|  |                                      |  |                                   | порядок Капустоцветные            |                     |  |                 |                 | род Одонтаррена        |  | Одонтаррена извилистая подвид критская |  |                                                                 |                                                                 |  |
|  | отдел Цветковые, или Покрытосеменные |  |                                   |                                   | семейство Капустные |  |                 |                 | Одонтаррена извилистая |  |                                        |  |                                                                 |                                                                 |  |
|  | отдел Цветковые, или Покрытосеменные |  |                                   |                                   |                     |  |                 |                 |                        |  |                                        |  |                                                                 |                                                                 |  |
|  |                                      |  | ещё 63 порядка цветковых растений | ещё 63 порядка цветковых растений |                     |  |                 | ещё 354 рода    | ещё 354 рода           |  |                                        |  |                                                                 |                                                                 |  |
|  |                                      |  |                                   | ещё 63 порядка цветковых растений |                     |  |                 |                 | ещё 354 рода           |  |                                        |  |                                                                 |                                                                 |  |

### Синонимы
- Alyssum cretaceum  (Kotov) Kotov
- Alyssum gymnopodum  P.A.Smirn.
- Alyssum tortuosum subsp. cretaceum  Kotov
- Odontarrhena gymnopoda  (P.A.Smirn.) D.A.German